# Cara al Sol
Cara al Sol (sp. "vänd mot solen") var spanska falangistpartiets officiella sång (Himno de la Falange Española). Under Francisco Francos diktatur 1939–1975 var sången landets inofficiella nationalsång. Den officiella nationalsången var, och är fortfarande, la Marcha Real.
Texten skrevs av José Antonio Primo de Rivera och musiken komponerades av Juan de Tellería. Sången framfördes första gången i Madrid 1936.

## Text
| 01 02 03 04 05 06 07 08 09 10 11 12 13 14 15 16 17 18 19 20 21 22 |  | Original lyrics Cara al sol con la camisa nueva, que tu bordaste en rojo ayer, me hallará la muerte si me lleva y no te vuelvo a ver. Formaré junto a mis compañeros que hacen guardia sobre los luceros, impasible el ademán, y están presentes en nuestro afán. Si te dicen que caí, me fui al puesto que tengo allí. Volverán banderas victoriosas al paso alegre de la paz y traerán prendidas cinco rosas las flechas de mi haz. Volverá a reír la primavera, que por cielo, tierra y mar se espera. ¡Arriba, escuadras, a vencer, que en España empieza a amanecer! ¡España una! ¡España grande! ¡España libre! ¡Arriba España! | Översättning till engelska Facing the sun in my new shirt that you embroidered in red yesterday, That's how death will find me if it takes me and I won't see you again. I'll take my place alongside my companions who stand on guard in the heavens, with a hard countenance, they are alive in our effort. If they say to you that I fell, know that I'm gone to my post up there. The flags of victory will return marching merrily along peace and bringing five red roses: the arrows of my quiver. Spring will laugh again, which we await by air, land and sea. Onwards, squadrons, to victory, that a new day dawns on Spain! Spain united! Spain (the) great! Spain (the) free! Onwards Spain! | Översättning till svenska Vänd mot solen i vår nya skjorta som du broderade rött igår döden kan komma att föra med mig och sen ses vi aldrig mer. Lystring kamrater! På vår vakt under stjärnorna med orubblig åtbörd genomför vi vårt åtagande Om du någonsin får höra att jag föll, så gick jag till min post Segrande flaggor återvänder i fredens glada takt med fem fastspända rosor i min pilknippa Glada våren åter gror som vi länge längtat genom himmel, jord och hav Framåt skvadroner mot seger! Spanien åter gryr Spanien, förenat! Spanien, det stora! Spanien, det fria! Framåt Spanien! |